# Beam of Light
A Beam of Light a One Ok Rock japán rockegyüttes második nagykiadós stúdióalbuma, mely 2008. május 28-án jelent meg az Amuse Inc. alá tartozó Aer-born kiadónál. 17. volt az Oricon heti listáján, és hat hétig szerepelt a slágerlistán.

## Számlista
| 1.    | Hicuzen Maker (必然メーカー)                  | Taka | Taka Tóru      | Taka Tóru Onizava Alex Rjóta Tomoja Akkin          | 3:30 |
| 2.    | Melody Line no sibóricu (Melody Lineの死亡率) | Tóru | Taka Tóru      | Taka Tóru Alex Rjóta Tomoja Akkin                  | 3:44 |
| 3.    | 100% (One Hundred Percent)                    | Taka | Taka Tóru      | Taka Tóru Alex Rjóta Tomoja Akkin                  | 3:06 |
| 4.    | Abduction-Interlude (instrumentális)          | -    | Alex           | Korenaga Kóicsi                                    | 1:45 |
| 5.    | Sansan Dama                                   | Taka | Taka           | Taka Tóru Alex Rjóta Tomoja Korenaga               | 3:58 |
| 6.    | Kóbó (光芒 Light Beam)                        | Taka | Taka           | Taka Tóru Alex Rjóta Tomoja Korenaga               | 3:28 |
| 7.    | Crazy Botch                                   | Taka | Taka Tóru Alex | Taka Tóru Alex Rjóta Tomoja Korenaga Tanaka Hideki | 3:54 |
| 8.    | Yap                                           | Taka | Taka           | Taka Tóru Alex Rjóta Tomoja Akkin                  | 2:46 |
| 26:12 |                                               |      |                |                                                    |      |

## Slágerlisták
| Slágerlista (2008)               | legmagasabb helyezés |
| -------------------------------- | -------------------- |
| Oricon japán albumlista          | 17                   |
| Billboard Japan japán albumlista | 14                   |

## Közreműködők
- Moriucsi Takahiro   – ének
- Jamasita Tóru   – ritmusgitár
- Onizava Alexander Reimon   –   szólógitár
- Kohama Rjóta   – basszusgitár
- Kanki Tomoja   – dobok, ütősök

## Fordítás
Ez a szócikk részben vagy egészben  a   Beam of Light című angol Wikipédia-szócikk fordításán alapul.  Az eredeti cikk szerkesztőit annak laptörténete sorolja fel. Ez a jelzés csupán a megfogalmazás eredetét és a szerzői jogokat jelzi, nem szolgál a cikkben szereplő információk forrásmegjelöléseként.